# Broftonija
Broftonija (lat. Broughtonia), maleni rod trajnica iz poorodice kaćunovki. Vrste ovoga roda raširene su po sjevernim Karibima i Bahamima.

## Vrste
1. Broughtonia cubensis
2. Broughtonia domingensis
3. Broughtonia guanahacabibensis
4. Broughtonia jamaicensis
5. Broughtonia lindenii
6. Broughtonia negrilensis
7. Broughtonia ortgiesiana
8. Broughtonia sanguinea